# Kasteel Ter Weiden
Het Kasteel Ter Weiden (ook: Home Werner Tibbaut) is een kasteeltje in de tot de Oost-Vlaamse gemeente Laarne behorende plaats Kalken, gelegen aan Vaartstraat 10 en 10A.

## Geschiedenis
In 1868 werd het perceel vermeld als jardin d'agrément, wat lusttuin betekent. Het kasteeltje werd in 1870 gebouwd in opdracht van Adolphe Tibbaut, die notaris was en burgemeester van Kalken van 1872-1895. Ook kwam er een koetshuis met paardenstal. Het geslacht Tibbaut leverde nog meer burgemeesters en notarissen. Werner Tibbaut, die nog tot 1971 burgemeester was, schonk het goed aan de Lions Club die er een opvanghuis voor uit huis geplaatste kinderen vestigde onder de naam Home Werner Tibbaut.

## Gebouw
Het kasteeltje zelf, feitelijk een statig dubbelhuis, is in neoclassicistische stijl opgetrokken. Van het originele interieur bleven onder meer een aantal schoorsteenmantels bewaard.
Het omringend park is aangelegd in landschapsstijl met waterpartijen als een serpentinevijver en enkele grachten. Ook vindt men er enkele alleenstaande, monumentale, bomen.